# Campionati del mondo di atletica leggera 2009 - Lancio del disco femminile
La competizione si è svolta su due giorni: qualificazioni la mattina del 19 agosto e finale la sera del 21 agosto 2009.

## Situazione pre-gara

### Record
Prima di questa competizione, il record del mondo (RM) e il record dei campionati (RC) erano i seguenti.
| Record                | Prestazione | Atleta                        | Data                                       | Competizione              |
| --------------------- | ----------- | ----------------------------- | ------------------------------------------ | ------------------------- |
| Record mondiale       | 76,80 m     | Gabriele Reinsch Germania Est | 9 luglio 1988 Neubrandenburg, Germania Est |                           |
| Record dei campionati | 71,62 m     | Martina Hellmann Germania Est | 31 agosto 1987 Roma, Italia                | Campionati del mondo 1987 |

### Campionesse in carica
Le campionesse in carica, a livello mondiale e continentale, erano:
| Campionessa | Atleta                              | Prestazione | Data                            | Competizione                |
| ----------- | ----------------------------------- | ----------- | ------------------------------- | --------------------------- |
| Olimpica    | Stephanie Brown Trafton Stati Uniti | 64,74 m     | 18 agosto 2008 Pechino, Cina    | Giochi della XXIX Olimpiade |
| Mondiale    | Franka Dietzsch Germania            | 66,61 m     | 29 agosto 2007 Osaka, Giappone  | Campionati del mondo 2007   |
| Europea     | Dar'ja Piščal'nikova Russia         | 65,55 m     | 10 agosto 2006 Göteborg, Svezia | Campionati europei 2006     |

### La stagione
Prima di questa gara, le atlete con le migliori tre prestazioni dell'anno erano:
| # | Atleta                              | Prestazione | Data                                            |
| - | ----------------------------------- | ----------- | ----------------------------------------------- |
| 1 | Stephanie Brown Trafton Stati Uniti | 66,21 m     | 24 maggio 2009 San Mateo, Stati Uniti d'America |
| 2 | Natalya Sadova Russia               | 65,40 m     | 24 luglio 2009 Cheboksary, Russia               |
| 3 | Aimin Song Cina                     | 64,83 m     | 11 aprile 2009 Zhaoqing, Cina                   |

Altre nove atlete hanno lanciato sopra i 63,00 m.

## Qualificazione
La qualificazione si è svolta, con le atlete divise in due gruppi (A e B), a partire rispettivamente dalle 10:10 e 11:40 UTC+2 del 19 agosto 2009.

L'accesso alla finale era riservato alle concorrenti con una misura di almeno 61,50 m (Q) o, in mancanza di dodici di queste, alle prime dodici della qualificazione (q).
| #  | Gruppo | Atleta                    | Nazionalità    | 1°    | 2°    | 3°    | Misura (m) | Esito | Note                                     |
| -- | ------ | ------------------------- | -------------- | ----- | ----- | ----- | ---------- | ----- | ---------------------------------------- |
| 1  | A      | Xuejun Ma                 | Cina           | 63,38 |       |       | 63,38      | Q     | Miglior prestazione personale stagionale |
| 2  | B      | Aimin Song                | Cina           | x     | 62,80 |       | 62,80      | Q     |                                          |
| 3  | B      | Dani Samuels              | Australia      | 62,67 |       |       | 62,67      | Q     |                                          |
| 4  | B      | Żaneta Glanc              | Polonia        | 49,79 | 62,43 |       | 62,43      | Q     |                                          |
| 5  | A      | Yarelis Barrios           | Cuba           | x     | x     | 62,19 | 62,19      | Q     |                                          |
| 6  | A      | Sandra Perković           | Croazia        | 61,02 | x     | 62,16 | 62,16      | Q     |                                          |
| 7  | B      | Natalya Sadova            | Russia         | 61,94 |       |       | 61,94      | Q     |                                          |
| 8  | A      | Nicoleta Grasu            | Romania        | 60,25 | 61,78 |       | 61,78      | Q     |                                          |
| 9  | A      | Nadine Müller             | Germania       | 61,63 |       |       | 61,63      | Q     |                                          |
| 10 | B      | Mélina Robert-Michon      | Francia        | 58,36 | 61,53 |       | 61,53      | Q     |                                          |
| 11 | A      | Stephanie Brown Trafton   | Stati Uniti    | 60,15 | 57,44 | 61,23 | 61,23      | q     |                                          |
| 12 | B      | Aretha Thurmond           | Stati Uniti    | 60,09 | 59,09 | 61,08 | 61,08      | q     |                                          |
| 13 | B      | Shaoyang Xu               | Cina           | 59,67 | 61,02 | 57,96 | 61,02      |       | Miglior prestazione personale stagionale |
| 14 | B      | Yarisley Collado          | Cuba           | 59,56 | 59,23 | 60,37 | 60,37      |       |                                          |
| 15 | B      | Seema Antil               | India          | 59,85 | x     | x     | 59,85      |       | Miglior prestazione personale stagionale |
| 16 | A      | Elizna Naude              | Sudafrica      | 59,46 | 59,46 | 59,67 | 59,67      |       | Miglior prestazione personale stagionale |
| 17 | A      | Wioletta Potępa           | Polonia        | x     | 59,54 | x     | 59,54      |       |                                          |
| 18 | B      | Věra Pospíšilová-Cechlová | Rep. Ceca      | 57,87 | 58,37 | 59,52 | 59,52      |       |                                          |
| 19 | A      | Dragana Tomašević         | Serbia         | 58,32 | 59,30 | 59,38 | 59,38      |       |                                          |
| 20 | A      | Svetlana Ivanova-Saykina  | Russia         | 59,31 | x     | 58,45 | 59,31      |       |                                          |
| 21 | B      | Joanna Wiśniewska         | Polonia        | x     | 58,85 | x     | 58,85      |       |                                          |
| 22 | A      | Becky Breisch             | Stati Uniti    | 58,50 | x     | 58,08 | 58,50      |       |                                          |
| 23 | B      | Franka Dietzsch           | Germania       | x     | x     | 58,44 | 58,44      |       |                                          |
| 24 | B      | Vera Begic                | Croazia        | 54,63 | x     | 58,25 | 58,25      |       |                                          |
| 25 | A      | Yania Ferrales            | Cuba           | 57,71 | 55,84 | 58,24 | 58,24      |       |                                          |
| 26 | B      | Anna Söderberg            | Svezia         | 56,38 | 57,92 | x     | 57,92      |       |                                          |
| 27 | A      | Kateryna Karsak           | Ucraina        | 56,79 | x     | x     | 56,79      |       |                                          |
| 28 | A      | Krishna Poonia            | India          | x     | x     | 56,75 | 56,75      |       |                                          |
| 29 | A      | Elisângela Adriano        | Brasile        | 54,99 | 52,00 | 55,75 | 55,75      |       |                                          |
| 30 | B      | Rocío Comba               | Argentina      | 52,62 | 54,69 | x     | 54,69      |       |                                          |
| 31 | B      | Zinaida Sendriūtė         | Lituania       | 52,85 | 54,55 | x     | 54,55      |       |                                          |
| 32 | A      | Sofia Larsson             | Svezia         | 51,87 | x     | 54,28 | 54,28      |       |                                          |
| 33 | A      | Olena Antonova            | Ucraina        | x     | 54,28 | x     | 54,28      |       |                                          |
| 34 | B      | Wen-Hua Li                | Taipei cinese  | 53,88 | 49,91 | 52,49 | 53,88      |       |                                          |
| 35 | B      | Kazai Suzanne Kragbé      | Costa d'Avorio | 52,24 | 53,84 | 52,79 | 53,84      |       | Record nazionale                         |
| 36 | A      | Venera Getova             | Bulgaria       | 53,33 | x     | x     | 53,33      |       |                                          |
| 37 | B      | Tereapii Tapoki           | Isole Cook     | x     | 45,29 | x     | 45,29      |       | Miglior prestazione personale stagionale |
|    | A      | Ellina Zvereva            | Bielorussia    | x     | x     | x     | NM         |       |                                          |
|    | B      | Iryna Yatchenko           | Bielorussia    | x     | x     | x     | NM         |       |                                          |
|    | B      | Natalija Fokina-Semenova  | Ucraina        |       |       |       | NP         |       |                                          |

### Finale
| Pos.    | Atleta                  | Nazionalità | 1°    | 2°    | 3°    | 4°    | 5°    | 6°    | Risultato | Note                                     |
| ------- | ----------------------- | ----------- | ----- | ----- | ----- | ----- | ----- | ----- | --------- | ---------------------------------------- |
| Oro     | Dani Samuels            | Australia   | x     | 59,05 | 62,71 | 64,76 | 65.44 | x     | 65.44     | Miglior prestazione personale            |
| Argento | Yarelis Barrios         | Cuba        | 64,44 | 63,87 | 61,17 | x     | x     | 65,31 | 65,31     | Miglior prestazione personale stagionale |
| Bronzo  | Nicoleta Grasu          | Romania     | x     | 65,20 | 62,38 | 60,68 | 63,41 | x     | 65,20     | Miglior prestazione personale stagionale |
| 4       | Żaneta Glanc            | Polonia     | 58,69 | 59,83 | 62,66 | x     | 57,71 | x     | 62,66     |                                          |
| 5       | Song Aimin              | Cina        | 51,69 | 60,50 | 61,78 | x     | 61,39 | 62,42 | 62,42     |                                          |
| 6       | Nadine Müller           | Germania    | 57,53 | 57,62 | 62,04 | 60,40 | x     | x     | 62,04     |                                          |
| 7       | Natalya Sadova          | Russia      | 60,70 | 61,78 | 59,31 | 60,44 | 58,26 | 61,44 | 61,78     |                                          |
| 8       | Mélina Robert-Michon    | Francia     | 59,80 | 60,92 | 60,89 | x     | 59,90 | 59,69 | 60,92     |                                          |
| 9       | Sandra Perković         | Croazia     | x     | 60,77 | x     |       |       |       | 60,77     |                                          |
| 10      | Aretha Thurmond         | Stati Uniti | x     | 59,89 | 59,88 |       |       |       | 59,89     |                                          |
| 11      | Ma Xuejun               | Cina        | 58,79 | x     | 58,58 |       |       |       | 58,79     |                                          |
| 12      | Stephanie Brown Trafton | Stati Uniti | 58,53 | x     | 57,94 |       |       |       | 58,53     |                                          |